# Luciano Vicari
Luciano Vicari (* 1932 in Rom) ist ein italienischer klassischer Geiger.
Vicari hatte in der Geigenklasse von Remy  Prìncipe am Conservatorio di Santa Cecilia in Rom studiert. 1951 war er Gründungsmitglied des römischen Kammerorchesters I Musici geworden. Im Jahr 1955 gewann er den dritten Preis beim Zweiten Internationalen Paganini-Wettbewerb von Genua. Der erste und zweite Preis wurde in diesem Wettbewerb nicht vergeben.
Vicari betätigte sich als Amateur-Violinenbauer und ist ein absoluter Kenner dieses Instrumentes. Er fertigte auch einige sehr fein gearbeitete Bögen, die von seinem Bruder Mimmo vertrieben wurden.